# Pimelia elevata
|  | «fura» redirigeix aquí. Vegeu-ne altres significats a «fura (desambiguació)». |

Pimelia elevata, coneguda com a fura, és una espècie coleòpter tenebriònid endèmic de les illes Pitiüses. És de color negre i té el cos de forma arrodonida i amb èlitres molt estirats.

## Hàbitat i alimentació
El seu hàbitat sol ser la franja litoral arenosa que envolta part d'Eivissa, Formentera i els illots que envolten aquestes dues illes. Així i tot és possible trobar aquest insecte a l'interior de les illes, per camps i camins. Durant el dia es mostren molt actius, són àgils però de moviments lents i solen refugiar-se sota pedres juntament amb altres escarabats lapidícoles. La fura sol presentar una certa tendència sabulícola. La majoria de les espècies de tenebriònids són detritòfagues en sentit ampli.

## Pimelia elevataa Formentera
Els exemplars de Pimelia elevata de Formentera pareix que han iniciat una diferenciació respecte als exemplars d'Eivissa, ja que la seua mida és en general major i l'òrgan copulador és també més gran i robust, més estrangulat en la part central i amb les vores tant paramerals com basals més amples i gruixudes. Junt amb Akis bremeri és una de les 19 espècies de coleòpters endèmics de Formentera.
Els escarabats Akis bremeri, endèmics a Formentera estan en perill d'extinció.

## Descobriment i categorització
Pimelia elevata va ser descrita com a tal per primera vegada l'any 1887 pel biòleg i estudiós francès Sénec, que en el seu treball Essai monographique du gènere Pimelia la considerava una varietat de la Pimelia criba, pròpia de les Illes Balears de Menorca i de Mallorca. Així i tot, l'any 1940 va ser elevada a la categoria d'espècie.